# Schatkamer van de Hofburg

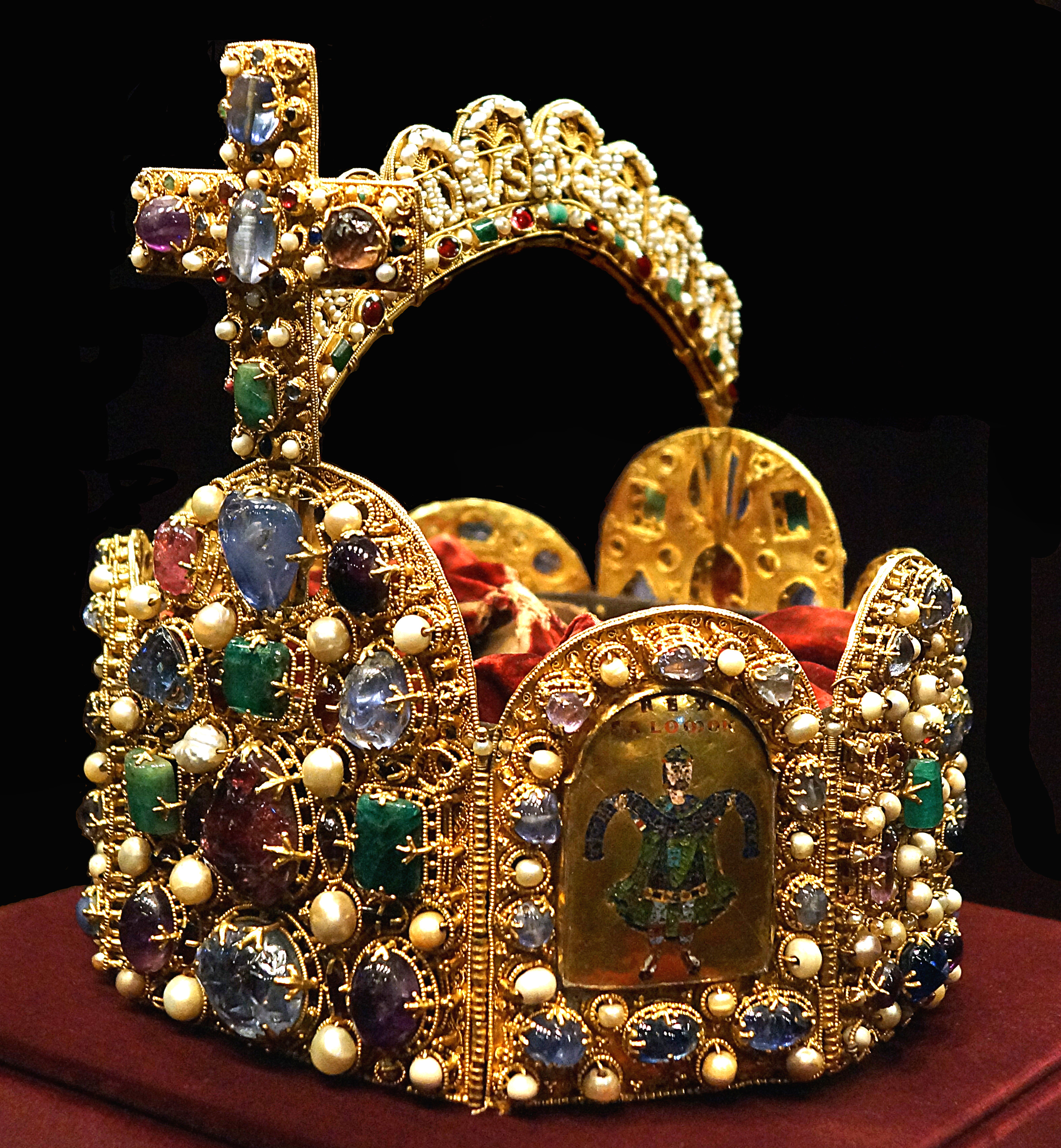
Keizerskroon van het Heilige Roomse Rijk van Otto de Grote

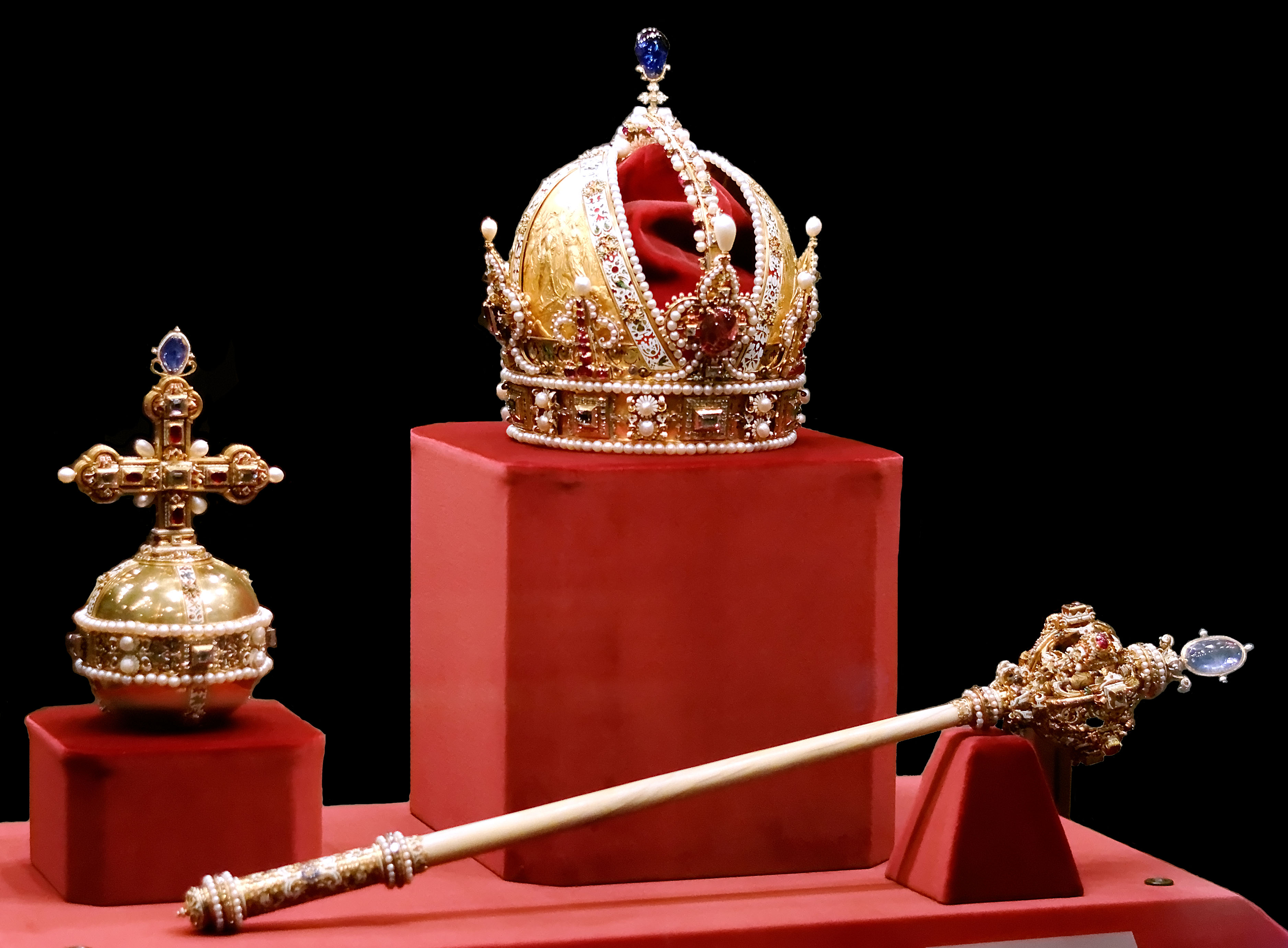
Keizerskroon, rijksappel en scepter van Keizer Rudolf II

De Schatkamer van de Hofburg is een schatkamer in de Hofburg, een gebouw in de Oostenrijkse hoofdstad Wenen. De schatkamer bevat de waardevolle collectie wereldlijke en kerkelijke schatten over meer dan duizend jaar Europese geschiedenis. 
De ingang van de schatkamer bevindt zich op het Schweizerhof, het oudste deel van het paleis, dat in de zestiende eeuw in renaissancestijl werd herbouwd onder keizer Ferdinand I. De keizerlijke schatkamer is verbonden aan het Kunsthistorisches Museum, en herbergt in 21 zalen een collectie zeldzame schatten die in de loop der eeuwen door het keizerlijke huis Habsburg zijn bijeengebracht, waaronder de keizerlijke kroon, de globe en de scepter van Oostenrijk, en de keizerlijke regalia van de keizers en koningen van het Heilige Roomse Rijk, waaronder de keizerlijke kroon van het Heilige Roomse Rijk.

## Iconografie
Al vormen ze op het eerste gezicht een homogeen geheel, toch zijn ze afkomstig van verschillende patrimonia en werden in de loop der jaren samengebracht. Aanvankelijk werden enkel belangrijke insignes gedragen tijdens kroningen en grootse plechtigheden, onder meer de juwelen uit de schatkamer van de dom van Aken. De legende vertelt dat Otto III ze zou hebben gevonden in het graf van Karel de Grote.

### Keizerskroon
De keizerskroon van het Heilige Roomse Rijk der Duitse Natie is het pronkstuk van de verzameling, die ten onrechte kroon van Karel de Grote werd genoemd. De kroon werd waarschijnlijk vervaardigd voor de kroning van Otto de Grote, in 962. Ze ontstond in de edelsmidse van een benedictijnerklooster op Reichenau, een eiland in het meer van Konstanz die nu Bodenmeer wordt genoemd.
De vier plaatjes stellen Jezus Christus, de koningen David en Salomo en de profeet Jesaja voor. De boog en het kruis stammen uit de tijd van keizer Koenraad II (begin 11e eeuw). Hangers en parelversieringen van de plaatjes aan de nek en de slaap gingen verloren. Ook de steen der wijsheid die het bovenste deel van de voorste plaat versierde, ging verloren.

## In de loop der tijden
De eretekenen van het Heilige Roomse Rijk werden gedragen tijdens de zalvingen te Rome, Aken en Frankfurt. Gedurende lange tijd verhuisden ze samen met de keizers naar de verschillende hoofdsteden. In 1423 ontving Nürnberg de stukken uit de handen van keizer Sigismund. Om ze niet in handen van Franse troepen te laten vallen werden de keizerlijke insignes overgebracht naar Wenen en dan naar Hongarije. Van rechtswege behoorden ze toe aan Oostenrijk. Enkel Hitler slaagde erin ze terug te geven aan Nürnberg. Wenen kreeg ze terug in 1946.

## Galerij

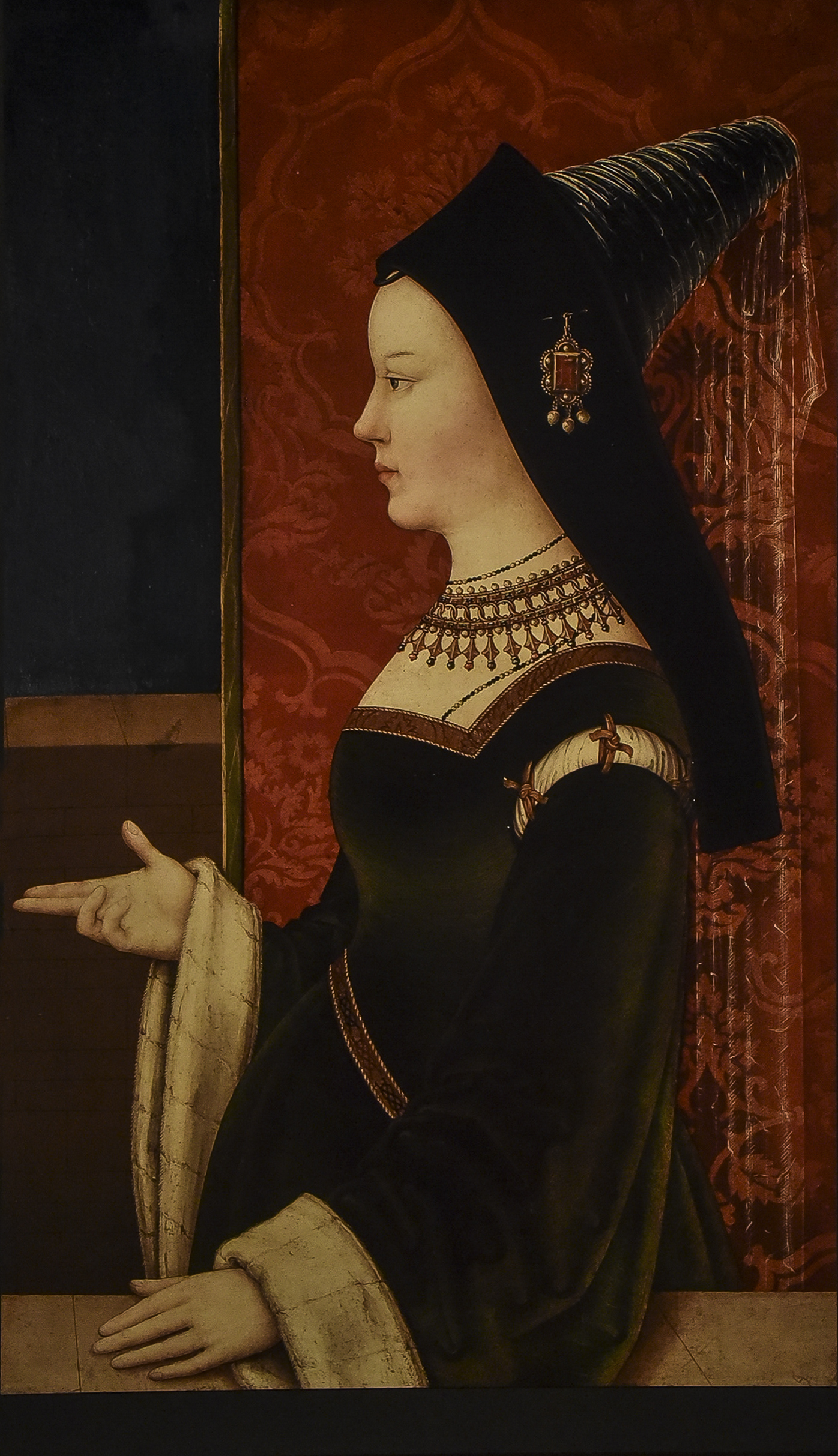
Maria van Bourgondië door een onbekende meester
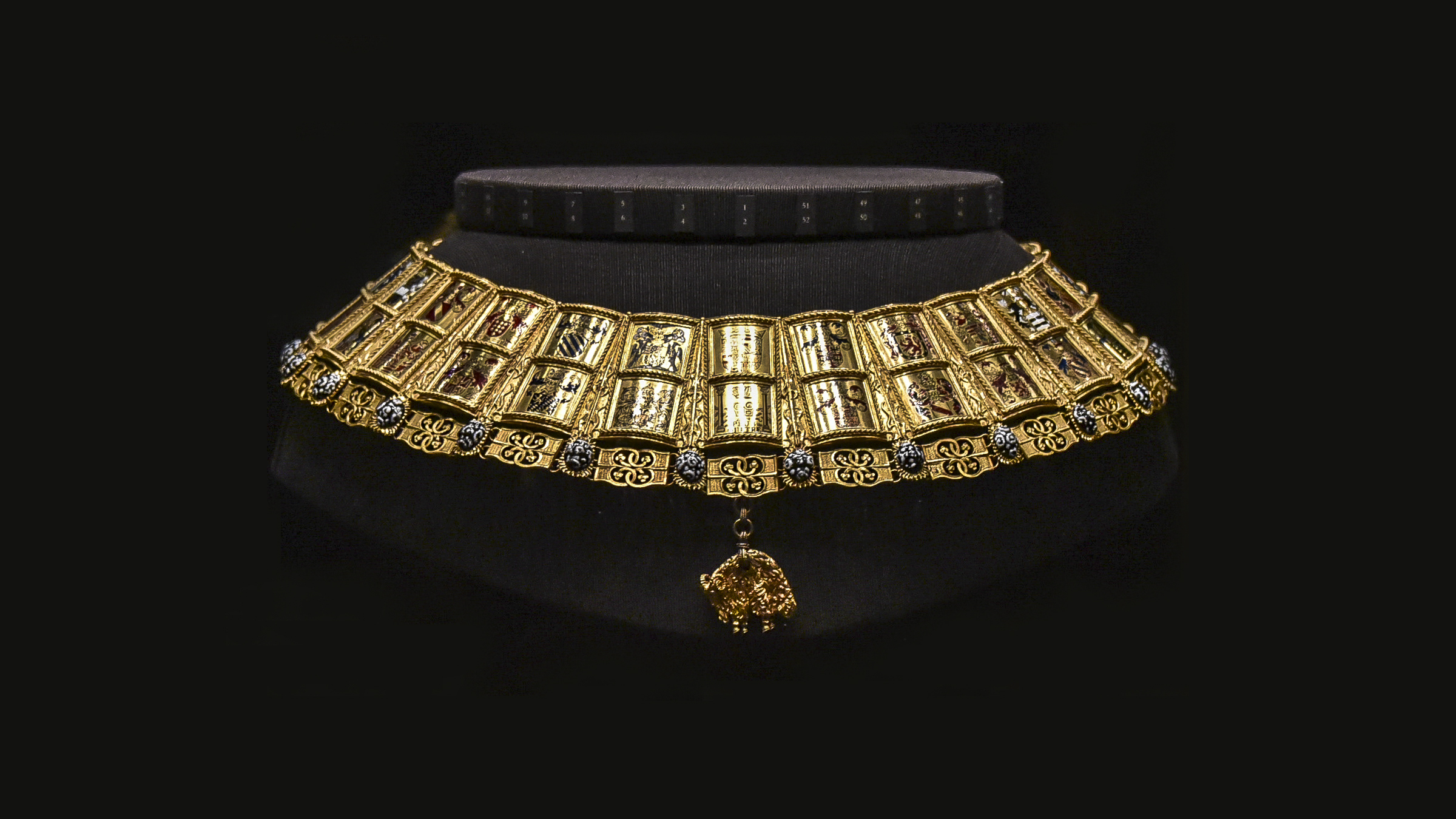
Keten van een heraut Orde van het Gulden Vlies (1517)
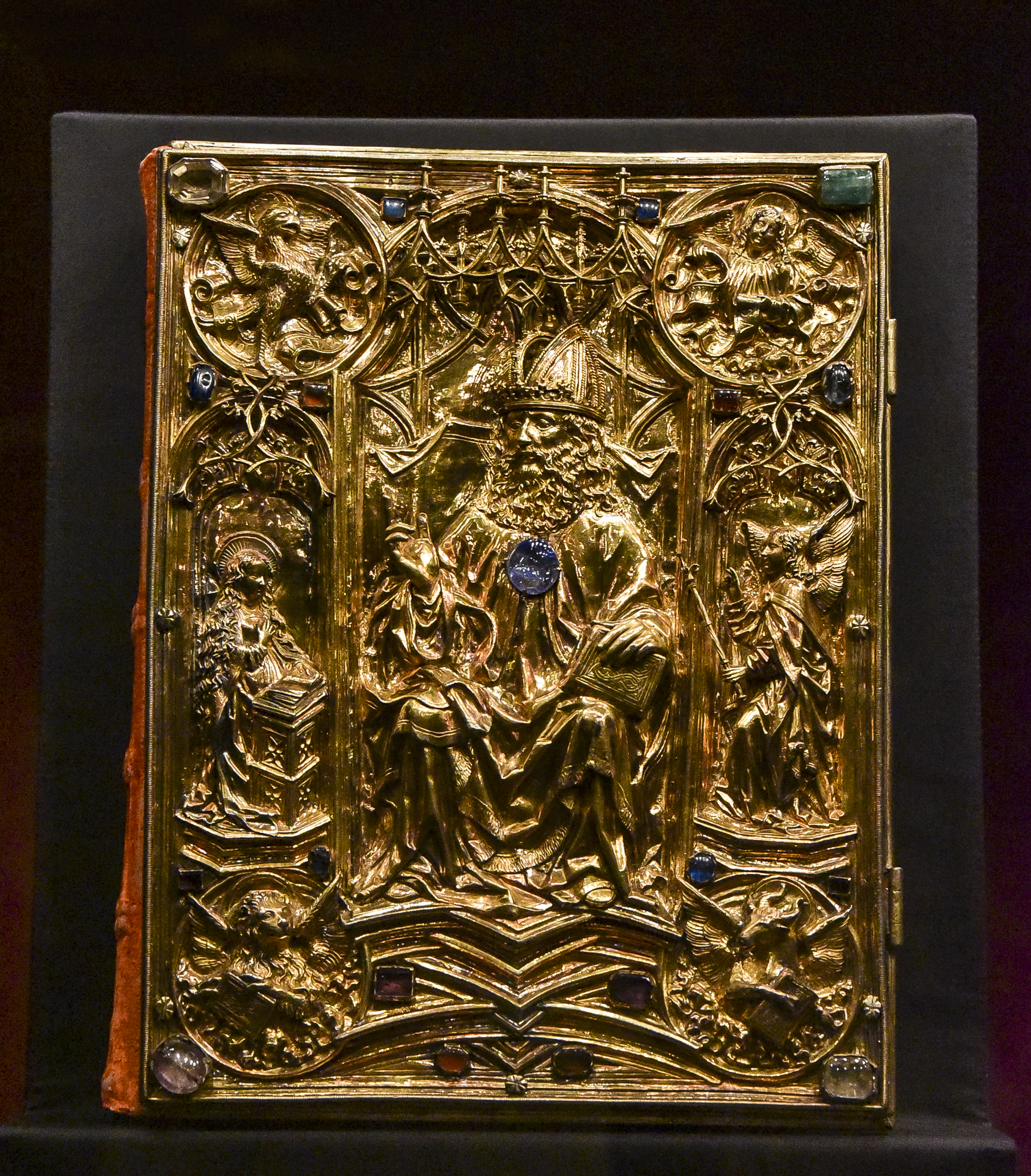
Kroningsevangeliarium van Karel de Grote (ca. 800) in de schatkamer van de Hofburg